# Boris Piergamienszczikow
Boris Mironowicz Piergamienszczikow (ros. Борис Миронович Пергаменщиков, niem. Boris Mironowitsch Pergamenschtschikow; ur. 29 sierpnia 1948 w Leningradzie, zm. 30 kwietnia 2004 w Berlinie) – rosyjski wiolonczelista i pedagog; mieszkał w Niemczech.

## Życiorys
Urodził się w muzycznej rodzinie; jego ojciec także był wiolonczelistą i to on udzielał synowi pierwszych lekcji. Studiował w Konserwatorium w Leningradzie grę wiolonczelową u Emmanuela Fischmanna. W 1974 zdobył pierwszą nagrodę i złoty medal na Międzynarodowym Konkursie Muzycznym im. Piotra Czajkowskiego w Moskwie.
W 1977 wyemigrował na Zachód, co umożliwiło mu rozpoczęcie międzynarodowej kariery. Występował w krajach europejskich (także w Polsce), w Stanach Zjednoczonych i Kanadzie. Jego nowojorski debiut w 1984 zyskał bardzo przychylną recenzję „The New York Times”. Brał udział w renomowanych festiwalach, m.in. Wiener Festwochen, The Proms, w Salzburgu, Edynburgu, Szlezwiku-Holsztynie.
Występował z renomowanymi orkiestrami, m.in. Filharmonii Berlińskiej, Monachijskiej, Czeskiej, Wiedeńskiej oraz londyńskiej Royal Philharmonic, tokijską NHK, Orchestre National de France, a także z orkiestrami symfonicznymi Radia Bawarskiego i BBC. Jako kameralista występował z Amadeus Quartet i Alban Berg Quartet oraz z Gidonem Kremerem na festiwalu muzyki kameralnej w Lockenhaus, w którym uczestniczył regularnie od  1977.
Specjalizował się w muzyce współczesnej, w jego repertuarze był utwory takich kompozytorów, jak Henri Dutilleux, Witold Lutosławski, Sofija Gubajdulina, Alfred Sznitke i innych. Dokonał licznych prawykonań, m.in. koncertów wiolonczelowych Krzysztofa Pendereckiego (wersja koncertu altówkowego, 1990), Marka Stachowskiego i Krzysztofa Meyera.
Nagrywał dla wytwórni płytowych EMI, Orfeo, Chandos, Decca, Sony Classical. Za nagranie koncertu wiolonczelowego Tout le monde lointain Dutilleuxa otrzymał nagrodę Diapason d'Or (1997).
Działał też jako pedagog. Prowadził klasy mistrzowskie w konserwatorium w Kolonii (1977–1992), Berlinie i Bazylei (od 1987). Jednym z jego uczniów był Adam Klocek.